# Enyo lugubris
Enyo lugubris is een vlinder uit de familie van de pijlstaarten (Sphingidae). De wetenschappelijke naam van de soort werd, als Sphinx lugubris, in 1771 gepubliceerd door Carl Linnaeus.

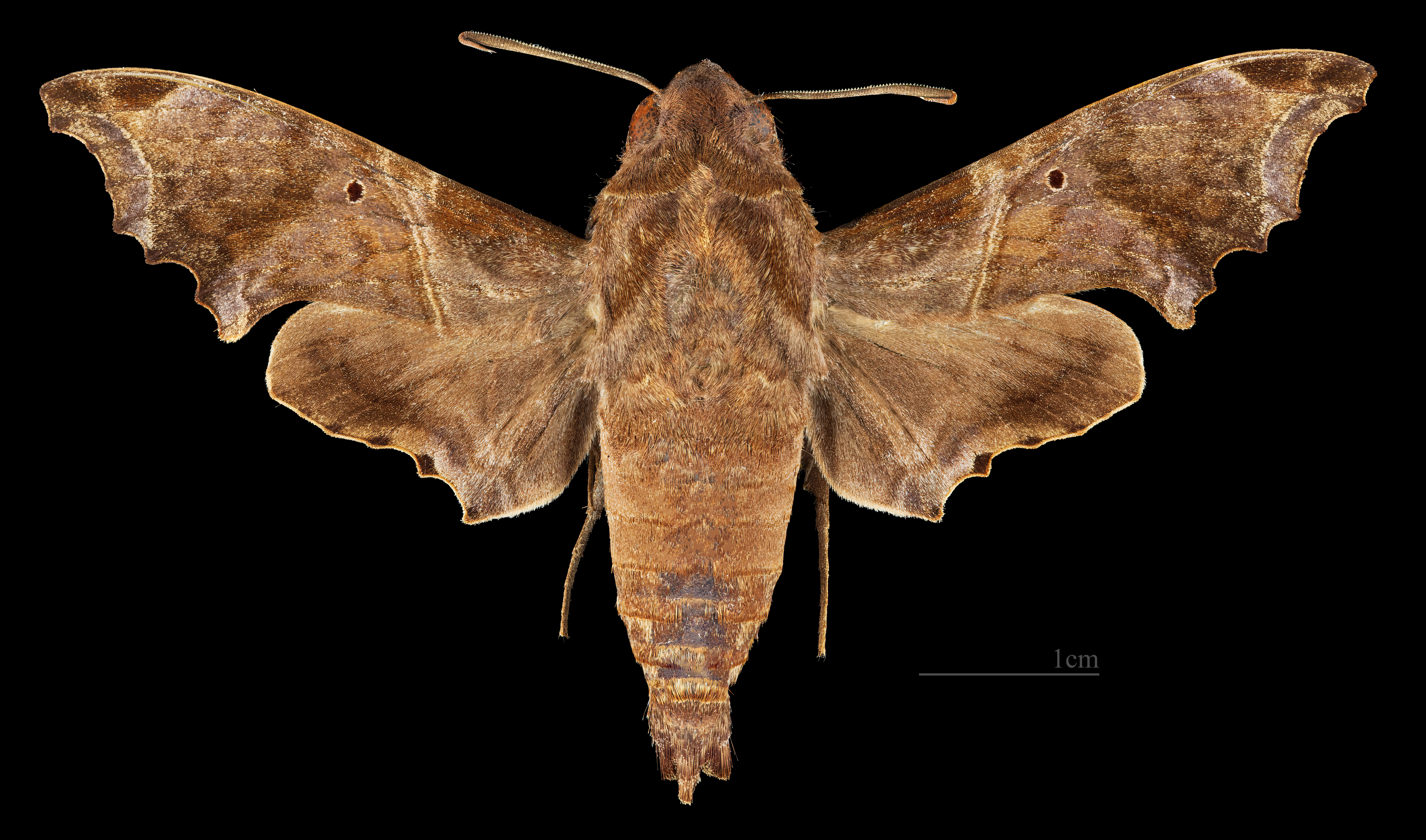
Enyo lugubris delanoi ♂
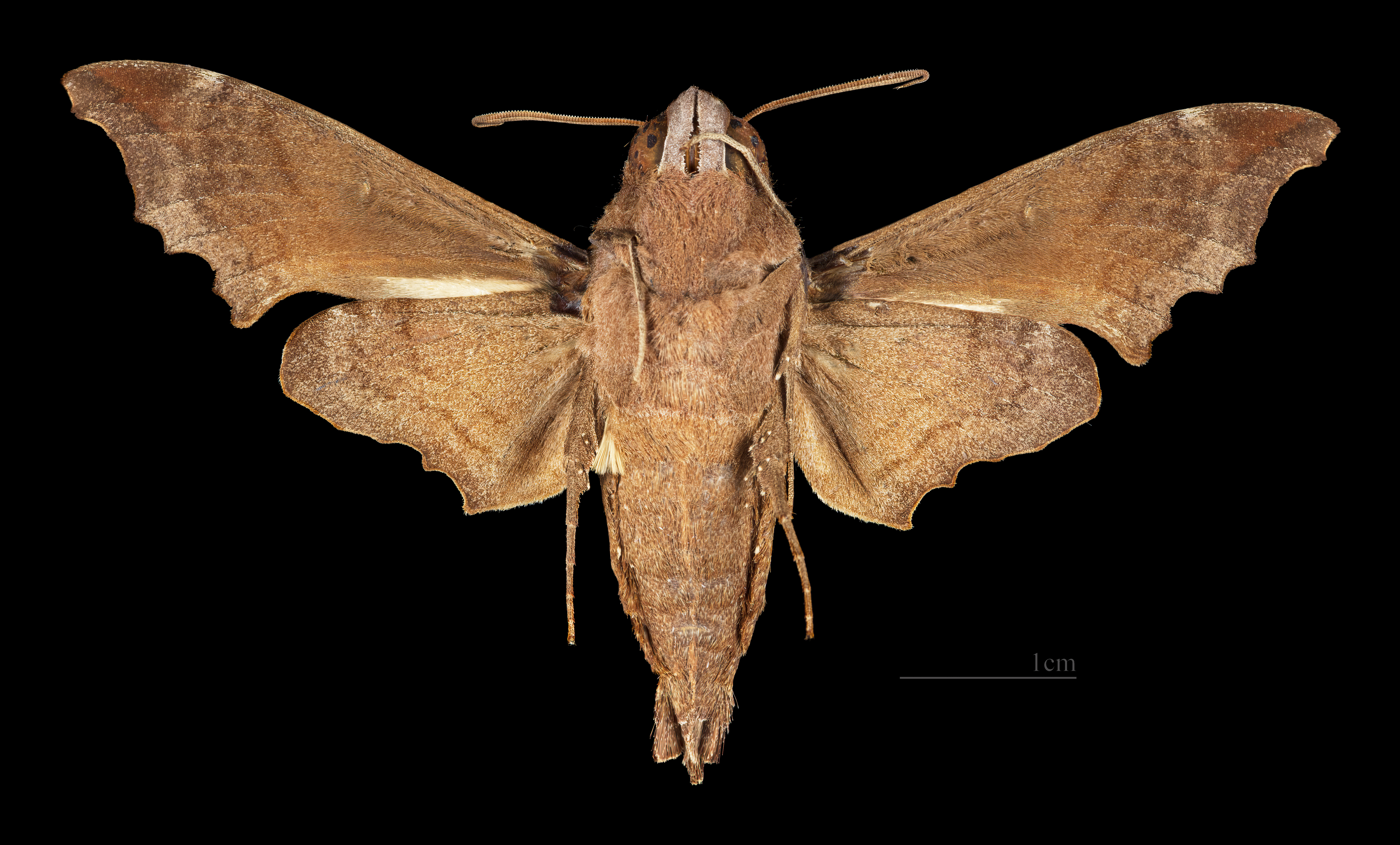
Enyo lugubris delanoi♂  △